# Харкерс Ајланд (Северна Каролина)
Харкерс Ајланд (енгл. Harkers Island) насељено је место без административног статуса у америчкој савезној држави Северна Каролина.

## Демографија
По попису из 2010. године број становника је 1.207, што је 318 (-20,9%) становника мање него 2000. године.
| Група             | 2000.         | 2010.         |
| Белци             | 1.502 (98,5%) | 1.188 (98,4%) |
| Афроамериканци    | 0 (0,0%)      | 0 (0,0%)      |
| Азијати           | 3 (0,2%)      | 3 (0,2%)      |
| Хиспаноамериканци | 2 (0,1%)      | 1 (0,1%)      |
| Укупно            | 1.525         | 1.207         |